# 465
Năm 465 là một năm trong lịch Julius.